# Unió Acadèmica Internacional
La Unió Acadèmica Internacional (UAI) és una federació d'acadèmies o grups d'aquestes, d'àmbit nacional, i entitats similars amb vocació de cooperar internacionalment en els camps científics i culturals. La institució va ser creada el 1919 a iniciativa de l'Académie des inscriptions et belles-lettres, si bé la seva primera Assemblea general va tenir lloc a Brussel·les el 1920, ciutat on està la seu del secretariat permanent.
Els seus objectius són: fomentar la cooperació de les acadèmies dedicades especialment a les ciències filològiques, arqueològiques, històriques i a les ciències socials, morals i polítiques en un sentit ampli.
La UAI es compon d'un Consell Permanent, amb president, dos vicepresidents i cinc vocals, un Secretariat Administratiu i l'Assemblea General; a més de comissions erudites i seccions, una comissió de gestió, una altra de finances i comptes, i altres comitès ad hoc per als nous projectes.
L'Institut d'Estudis Catalans participa en la UAI com a membre de ple dret des del 1923.